# Werner Koech
Werner Koech (* 4. September 1882 in Braunschweig; † 1963) war ein deutscher Architekt.

## Leben
Koech trat zum 1. Mai 1932 in die NSDAP ein (Mitgliedsnummer 1.095.149) und war von 1939 bis 1945 Mitglied des Stadtrates in Hannover.

## Werk (unvollständig)

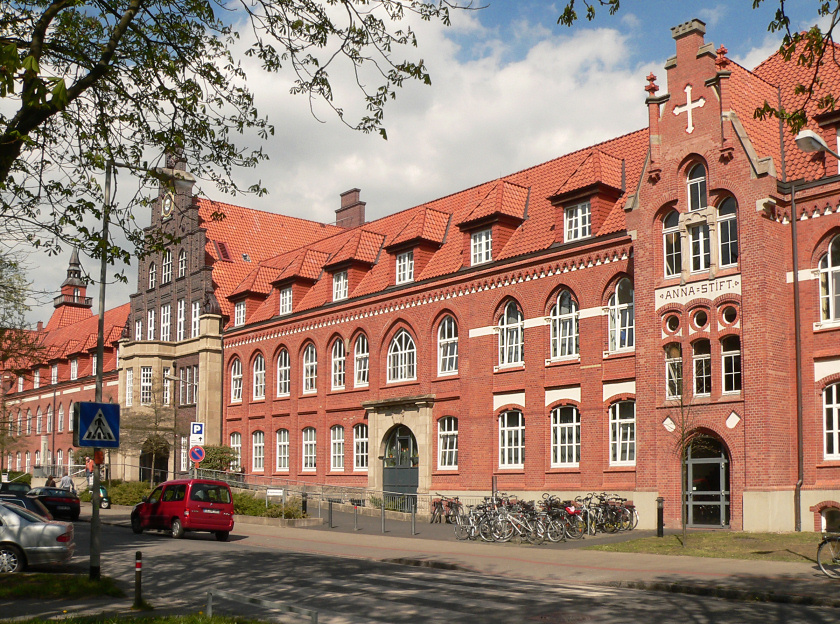
Gebäude des Annastiftes in Hannover

- 1914: Erweiterungsbau des Annastifts in Hannover (verbindender Mitteltrakt zwischen den beiden in der Tradition der Hannoverschen Architekturschule 1897 und 1907 von Heinrich Wegener errichteten Rohziegelbauten)[1]
- 1921: Provinzial-Korrektions- und Landarmenanstalt in Wunstorf (Mitarbeit)[4]
- 1927: Erweiterungsbau des Annastifts (Ergänzung der Stiftsgebäude im Süden durch eine nach Osten reichende Zweiflügelanlage mit expressionistischen Stilmerkmalen)[1]
- 1929: Trauerhalle auf dem Jüdischen Friedhof Bothfeld (1938 durch Brandstiftung zerstört)[5]